# Morigerati
Morigerati là một đô thị (comune) thuộc tỉnh Salerno trong vùng Campania của Ý. Morigerati có diện tích 21 km2, dân số là 748 người (thời điểm ngày 1 tháng 4 năm 2009).